# Коростелёво (Рамешковский район)
Коростелёво  — деревня в Рамешковском районе Тверской области.

## География
Находится в восточной части Тверской области на расстоянии приблизительно 8 км на восток-северо-восток по прямой от районного центра поселка Рамешки.

## История
Известна с 1627—1629 годов как пустошь Коростелиха. В 1859 году в карельской владельческой деревне Коростелево 31 двор, в 1887 — 52. В советское время работали колхозы «Доброволец» и «Моряк». В 2001 году 27 домов принадлежали постоянным жителям, а 14 наследникам и дачникам. До 2021 года входила в состав сельского поселения Заклинье до его упразднения.

## Население
Численность населения: 224 человека (1859 год), 287 (1887), 373 (1936), 80(1989, русские 47 %, карелы 51 %), 54 (русские 41 %, карелы 57 %) в 2002 году, 60 в 2010.